# Pip International
Pip bzw. Pip International war ein deutschsprachiges Comicmagazin, das zwischen 1971 und 1973 erschienen ist. Aufgrund seiner erotischen Inhalte richtete es sich an ein erwachsenes Publikum.

## Veröffentlichung und Inhalt
Pip wurde in den Jahren 1971 bis 1973 veröffentlicht, bis April 1972 von der schweizerischen Verlags Presse, danach von dem ebenfalls aus der Schweiz stammenden Presse-Verlag Zug. Verantwortet wurde Pip, das zum Sommerbeginn 1971 gestartet wurde, jedoch von Rolf Kauka. Das Magazin, das zwischenzeitlich den Untertitel Comics für Erwachsene trug, begann mit den Comics Jodelle, Scarlett Dream und Siegfried, die als Fortsetzungsgeschichten gedruckt wurden, sowie einigen Cartoons. Später kamen noch Paulette und Epoxy hinzu. Darüber hinaus erschien eine Fotofolge mit einer kahlgeschorenen und unbekleideten Veruschka Gräfin von Lehndorff verbunden mit der Aufforderung an den Leser, eigene Fotobeiträge zu schicken. Die ausländischen Serien, die ausliefen, wurden im Laufe der Zeit durch Serien von Zeichnern und Autoren, die mit dem Haus Kauka verbunden waren, ersetzt. Erst im Jahr 1973 wurde mit Pravda wieder ein Comic veröffentlicht, der aus externen Quellen stammte. Die Veröffentlichung von Pip wurde im Jahr 1973 mit Heft 6/1973 eingestellt, nachdem das Heft 3/4 aus demselben Jahr bereits als Doppelnummer ohne Impressum erschienen war. Als Gründe für die Veröffentlichung der Doppelnummer wurden Streiks in Italien genannt. Insgesamt wurden 23 Hefte veröffentlicht.

## Außenwahrnehmung und Einordnung
Die Veröffentlichung von Pip wertet Andreas C. Knigge als den Versuch Kaukas, neben dem Kinder- und Jugendbereich auch Comics für Erwachsene zu etablieren. Laut Knigge setzte Pip „auf den verklemmten, kleinbürgerlichen prüden Sex von Soft-Porno-Fotofolgen“.